# ديلان تايت
ديلان تايت (من مواليد 1 أكتوبر 2001) هو لاعب كرة قدم محترف إسكتلندي، يلعب في مركز خط الوسط لريث روفرز.